# 1045
| Calendário gregoriano                                                        | 1045 MXLV                                            |
| Ab urbe condita                                                              | 1798                                                 |
| Calendário arménio                                                           | 494 – 495                                            |
| Calendário bahá'í                                                            | -799 – -798                                          |
| Calendário budista                                                           | 1589                                                 |
| Calendário chinês                                                            | 3741 – 3742 Início a 21 de janeiro (aproximadamente) |
| Calendário copta                                                             | 761 – 762                                            |
| Calendário etíope                                                            | 1037 – 1038                                          |
| Calendários hindus - Vikram Samvat - Calendário nacional indiano - Cáli Iuga | 1100 – 1101 966 – 967 4145 – 4146                    |
| Calendário Holoceno                                                          | 11045                                                |
| Calendário islâmico                                                          | 436 – 437                                            |
| Calendário judaico                                                           | 4805 – 4806                                          |
| Calendário persa                                                             | 423 – 424                                            |
| Calendário rúnico                                                            | 1295                                                 |
| Calendário solar tailandês                                                   | 1588                                                 |

1045 (MXLV, na numeração romana) foi um ano comum do século XI do Calendário Juliano, da Era de Cristo, e a sua letra dominical foi F (52 semanas), teve início a uma terça-feira e terminou também a uma terça-feira.
No território que viria a ser o reino de Portugal estava em vigor a Era de César que já contava 1083 anos.
| Ano completo                       |
| ---------------------------------- |
| Ano comum com início à terça-feira |

## Eventos
- Início da construção da Abadia de Westminster em Londres, por ordem de Eduardo o Confessor.
- Haroldo Godwinson, futuro rei de Inglaterra, torna-se Conde da Ânglia Oriental.
- Eduardo, o Confessor casa com Edite, filha de Goduíno de Wessex.
- A impressão por caracteres amovíveis é inventada na China por Bi Sheng, cerca de 500 anos antes de Johannes Gutenberg.
- O Papa Gregório VI sucede ao Papa Silvestre III.

## Nascimentos
- Magno I da Saxónia, duque de Saxe de 1072 a 1106, ano da sua morte.

## Mortes
- Go-Suzaku, 69º imperador do Japão.
- Rabodo de Klettgau, fundador da Casa de Habsburgo.